# Tōkai Kōtsū Jigyō
Die Tōkai Kōtsū Jigyō (TKJ, jap. 株式会社東海交通事業, Tōkai kōtsū jigyō kabushiki-gaisha, engl. Tokai Transport Service Company) ist eine japanische Bahngesellschaft mit Sitz in Nagoya in der Präfektur Aichi.

## Unternehmen
Die TKJ ist ein hundertprozentiges Tochterunternehmen der Bahngesellschaft JR Central. Sie führt in ihrem Auftrag den Personenverkehr auf der Jōhoku-Linie zwischen Biwajima und Kachigawa durch. Ebenso betreut sie weitere ausgelagerte Geschäftsfelder, darunter den Betrieb von Bahnhofsschaltern auf dem Streckennetz von JR Central, den telefonischen Kundenbetreuungsdienst, das Fundbüro sowie die Installation und Betreuung von Getränkeautomaten.

## Fahrzeuge
Für den Personenverkehr auf der Jōhoku-Linie setzt die TKJ zwei Dieseltriebwagen der Baureihe KiHa 11-300 ein, die 2015 bzw. 2016 gebraucht von JR Central erworben wurden. In einem temporären Bereich neben dem Bahnhof Biwajima werden nur einfache Wartungsarbeiten und Inspektionen durchgeführt, Revisionen und Ähnliches hingegen im Betriebswerk Nagoya von JR Central.

## Geschichte
Die Gründung des Unternehmens erfolgte am 18. Februar 1988 hauptsächlich aus dem Grund, das Konzernergebnis von JR Central nicht mit den Rückzahlungen für den Bau der Jōhoku-Linie zu belasten, die bis 2032 an die öffentlich-rechtliche Bahnbaugesellschaft Japan Railway Construction, Transport and Technology Agency (JRTT) zu entrichten sind. Ebenso ist es durch die unternehmerische Trennung möglich, dass zu diesem Zweck auf der Jōhoku-Linie höhere Fahrpreise verlangt werden können als auf dem übrigen Streckennetz von JR Central.